# Erasmo Armas Dárias
Erasmo Juan Manuel Armas Dárias (San Sebastián de la Gomera, 2 de junio de 1946 – Santa Cruz de Tenerife, 8 de abril de 2010). Fue un político español.
Erasmo Armas Dárias fue ingeniero técnico industrial. Delegado de Unión Eléctrica de Canarias en la isla de La Gomera. Miembro de la Secretaría General del PSOE en La Gomera (1977-1980). Miembro del Consejo del Cabildo de La Gomera (1979-1987). Diputado del Parlamento de Canarias (1987-1999). Diputado por Santa Cruz de Tenerife. Presidente de la Asociación Aventura Huelva - Isla de La Gomera y gran impulsor de la Regata Oceánica Huelva Isla de La Gomera. 

## Actividad Profesional
- Portavoz adjunto de la Comisión de Economía y Hacienda
- Vocal de la Comisión de Presupuestos
- Adscrito de la Comisión de Fomento y Vivienda
- Adscrito de la Comisión de Industria, Turismo y Comercio
- Vocal de la Comisión Mixta para las Relaciones con el Tribunal de Cuentas
- Vocal de la Comisión Mixta para la Unión Europea